# Port lotniczy Kubuta
Port lotniczy Kubuta (ang. Kubuta Airfield, ICAO: FDKS) – port lotniczy położony blisko Kubuta (Eswatini).